# نادي بهوانيفور لكرة القدم
نادي بهوانيفور هو نادي كرة قدم هندي أٌسس عام 2010. يلعب النادي في Calcutta Football League ‏.